# Acanthoscelides
Genre
Acanthoscelides est un genre d'insectes coléoptères de la famille des Chrysomelidae, de la sous-famille des Bruchinae.

## Liste d'espèces
Selon ITIS :
- Acanthoscelides aequalis (Sharp, 1885)
- Acanthoscelides alboscutellatus (Horn, 1873)
- Acanthoscelides atomus (Fall, 1910)
- Acanthoscelides aureolus (Horn, 1873)
- Acanthoscelides baboquivari Johnson, 1974
- Acanthoscelides bisignatus (Horn, 1873)
- Acanthoscelides biustulus (Fall, 1910)
- Acanthoscelides calvus (Horn, 1873)
- Acanthoscelides chiricahuae (Fall, 1910)
- Acanthoscelides compressicornis (Schaeffer, 1907)
- Acanthoscelides comstocki Johnson, 1990
- Acanthoscelides daleae Johnson, 1970
- Acanthoscelides desmanthi Johnson, 1977
- Acanthoscelides distinguendus (Horn, 1873)
- Acanthoscelides flavescens (Fahraeus, 1839)
- Acanthoscelides floridae (Horn, 1873)
- Acanthoscelides fraterculus (Horn, 1873)
- Acanthoscelides fumatus (Schaeffer, 1907)
- Acanthoscelides griseolus (Fall, 1910)
- Acanthoscelides helianthemum Bottimer, 1969
- Acanthoscelides herissantitus Johnson, 1983
- Acanthoscelides inquisitus (Fall, 1910)
- Acanthoscelides kingsolveri Johnson, 1973
- Acanthoscelides lobatus (Fall, 1910)
- Acanthoscelides longistilus (Horn, 1873)
- Acanthoscelides macrophthalmus (Schaeffer, 1907)
- Acanthoscelides margaretae Johnson, 1970
- Acanthoscelides mixtus (Horn, 1873)
- Acanthoscelides modestus (Sharp, 1885)
- Acanthoscelides mundulus (Sharp, 1885)
- Acanthoscelides napensis Johnson, 1970
- Acanthoscelides obrienorum Johnson, 1970
- Acanthoscelides obsoletus (Say, 1831)
- Acanthoscelides obtectus (Say, 1831) - bruche du haricot
- Acanthoscelides oregonensis Johnson, 1970
- Acanthoscelides pallidipennis (Motschulsky, 1874)
- Acanthoscelides pauperculus (J. L. LeConte, 1857)
- Acanthoscelides pectoralis (Horn, 1873)
- Acanthoscelides pedicularius (Sharp, 1885)
- Acanthoscelides perforatus (Horn, 1873)
- Acanthoscelides prosopoides (Schaeffer, 1907)
- Acanthoscelides pullus (Fall, 1910)
- Acanthoscelides pusillimus (Sharp, 1885)
- Acanthoscelides quadridentatus (Schaeffer, 1907)
- Acanthoscelides rufovittatus (Schaeffer, 1907)
- Acanthoscelides schaefferi (Pic, 1912)
- Acanthoscelides schrankiae (Horn, 1873)
- Acanthoscelides seminulum (Horn, 1873)
- Acanthoscelides speciosus (Schaeffer, 1907)
- Acanthoscelides stylifer (Sharp, 1885)
- Acanthoscelides subaequalis Johnson, 1970
- Acanthoscelides submuticus (Sharp, 1885)
- Acanthoscelides tenuis Bottimer, 1935
- Acanthoscelides tridenticulatus Bottimer, 1969